# Thagria similis
Thagria similis är en insektsart som beskrevs av Nielson 1977. Thagria similis ingår i släktet Thagria och familjen dvärgstritar. Inga underarter finns listade i Catalogue of Life.